# رپتون (بریتانیا)
رپتون (به انگلیسی: Repton) یک روستا و محله مدنی در بریتانیا است که در South Derbyshire واقع شده‌است. رپتون ۲٬۷۰۷ نفر جمعیت دارد.